# Verden i Danmark
|  | Denne artikel er oprettet af botten PalnaBot ud fra en ekstern database. Den kan derfor have sproglige fejl eller mangler. Denne skabelon kan fjernes efter kontrol af indholdet. |

Verden i Danmark er en dokumentarfilm fra 2007 instrueret af Max Kestner efter manuskript af Max Kestner, Dunja Gry Jensen.

## Handling
En Danmarksfilm om den historie vi fortæller om os selv. Om overfladerne. Om historien, der hele tiden udvikler sig og hele tiden kæmpes om. Om dem vi gerne vil være i dag og derfor måske bliver i morgen. Skiftevis stille og hæsblæsende bevæger filmen sig hen over Danmark. Nøgtern som en kopimaskine kortlægger filmen det menneskelige og geografiske landskab. Smuk uden at være selvoptaget. Fræk uden at ville provokere. Præcis uden at blive en kliché. »Verden i Danmark« stiller sig selvbevidst i traditionen og taler tilbage til de tidligere Danmarksfilm. Filmen fremstiller det almindelige Danmark med en respekt, der tillader betragteren sin egen oplevelse af verdenen i Danmark, som den så ud i 2007. En munter og selvironisk film om, hvem vi er, og hvem vi kunne blive.